# Liste der Kreisstraßen im Kreis Coesfeld
Diese Liste der Kreisstraßen im Kreis Coesfeld führt die Kreisstraßen im Kreis Coesfeld, Nordrhein-Westfalen, auf.

## Abkürzungen
- K: Kreisstraße
- L: Landesstraße

## Liste
Die Kreisstraßen behalten die ihnen zugewiesene Nummer innerhalb von Nordrhein-Westfalen auch bei einem Wechsel in einen anderen Kreis oder in eine kreisfreie Stadt. Nicht vorhandene bzw. nicht nachgewiesene Kreisstraßen werden in Kursivdruck gekennzeichnet, ebenso Straßen und Straßenabschnitte, die unabhängig vom Grund (Herabstufung zu einer Gemeindestraße oder Höherstufung) keine Kreisstraßen mehr sind.
Der Straßenverlauf wird in der Regel von Nord nach Süd und von West nach Ost angegeben.
| Nr.  | Verlauf |
| ---- | --- |
| K 1  | L 550 in Havixbeck – L 874 – K 51 – Hohenholte – K 50 – K 22 – Kreisgrenze in der Mitte der Fahrbahn – (K 1 im Kreis Steinfurt) |
| K 2  | L 844 in Ottmarsbocholt – Oberbauerschaft – – L 810 – K 3 – Nordkirchen – Berger – Kreisgrenze – (K 2 im Kreis Unna) – Kreisgrenze – K 7 – K 8 – Vinnum – Kreisgrenze – (K 2 im Kreis Unna) – Kreisgrenze – (K 2 im Kreis Recklinghausen)      |
| K 3  | K 2 in Nordkirchen – L 810 – Piekenbrock – Westerbauerschaft – K 15 – in Ascheberg |
| K 4  | L 835 in Buldern – Holtrup – K 27 – Senden – – Dorfbauerschaft – L 884 |
| K 5  | (K 5 im Kreis Unna) – Kreisgrenze – K 56 – Nordick – K 21 – Kreisgrenze – (K 5 im Kreis Warendorf) |
| K 6  | (K 6 im Kreis Unna) – Kreisgrenze – Südkirchen – L 810 – Osterbauerschaft – K 15 – Langenbrock – L 671 – Beifang – Westerwinkel – L 844 |
| K 7  | K 14 in Sandfort – K 2 – Hagen – Kreisgrenze – (K 7 im Kreis Unna) |
| K 8  | K 16 in Leversum – Emkum – – Kökelsum – Olfen – K 9 – – K 29 – Feldmark – K 14 – Vinnum – K 2 – Kreisgrenze – (K 8 im Kreis Unna) – Kreisgrenze – L 810 – Westerbauerschaft – Kreisgrenze – (K 8 im Kreis Unna)                                |
| K 9  | (K 9 im Kreis Recklinghausen) – Kreisgrenze – K 26 – Eversum – K 8 – Olfen – |
| K 10 | (K 10 in Münster) – Kreisgrenze – Kreuzbauerschaft – L 844 |
| K 11 | L 843 in Schapdetten – Heller – – K 12 – Buxtrup – Dorfbauerschaft – L 551 in Buldern |
| K 12 | K 58 in Coesfeld – Isfeld – K 48 – Holsterbrink – K 44 – Rorup – L 580 – Limbergen – K 13 – K 18 – Horst – K 11 in Buxtrup |
| K 13 | K 38 in Aulendorf – Bockelsdorf – L 506 – Billerbeck – L 580 – K 30 – Alstätte – Darup – – K 48 – K 12 – Limbergen – Karthaus – K 49 – L 551 – Rödder – K 27 – K 28 – Daldrup – K 45 – K 16 – Berenbrock – K 23 – K 14 – Lüdinghausen – – K 14 |
| K 14 | K 13 – Lüdinghausen – K 13 – – Tüllinghoff – K 25 – Benthof – – K 7 – Sandfort – K 8 in Vinnum |
| K 15 | L 844 in Ascheberg – K 3 – Westerbauerschaft – L 671 – Capelle – K 6 – Langenbrock – Kreisgrenze – (K 15 im Kreis Unna) |
| K 16 | (K 16 im Kreis Recklinghausen) – gesperrte Straße – Kreisgrenze – gesperrte Straße – K 17 – Borkenberge – K 8 – Leversum – – Ondrup – K 13 |
| K 17 | L 551 in Dülmen – K 47 – K 16 in Borkenberge |
| K 18 | L 581 in Böckinghausen – K 19 – Uphoven – Nottuln – – K 12 – Horst – Dorfbauerschaft – L 551 in Buldern |
| K 19 | K 18 – Baumberg – L 874 – Stevern – L 843 |
| K 21 | (K 21 im Kreis Warendorf) – Kreisgrenze – K 5 – Nordick – Kreisgrenze – (K 21 in Hamm) |
| K 22 | K 1 – Schonebeck – Kreisgrenze – (K 22 in Münster) |
| K 23 | in Seppenrade – Berenbrock – K 13 – Elvert – L 835 – Kakesbeck – Gettrup – – Senden – L 844 – Dorfbauerschaft – L 884 in Venne |
| K 24 | L 884 – Dorfbauerschaft-Nord – Ottmarsbocholt – L 844 – Dorfbauerschaft-West – L 884 |
| K 25 | K 14 in Tüllinghoff – Kreisgrenze – (K 25 im Kreis Unna) |
| K 26 | (K 26 im Kreis Recklinghausen) – Kreisgrenze – K 9 in Eversum |
| K 27 | – Dülmen – K 59 – – Rödder – K 13 – K 28 – Hiddingsel – L 835 – Schölling – K 4 in Senden |
| K 28 | in Dülmen – K 13 – Daldrup – K 27 in Hiddingsel |
| K 29 | – Olfen – |
| K 31 | L 550 in Bösensell – Alvingheide – Kreisgrenze – (K 31 in Münster) |
| K 32 | (K 32 im Kreis Borken) – Kreisgrenze – Schulte-Specking – K 33 – L 571 – K 41 – Midlich – L 555 |
| K 33 | (K 33 im Kreis Borken) – Kreisgrenze – Horst – K 32 – Haselkamp – L 592 |
| K 34 | (K 34 im Kreis Borken) – Kreisgrenze – Hegerort – in Holtwick |
| K 35 | K 4 in Senden – |
| K 36 | (K 36 im Kreis Borken – Kreisgrenze zwischen den Kreisen Borken und Steinfurt in der Mitte der Fahrbahn) – Kreisgrenze – Rockel – K 37 in Darfeld – L 555 – Netter – L 577 – Hamern – K 42 – Lutum – L 581                                     |
| K 37 | (K 37 im Kreis Borken) – Kreisgrenze – Geitendorf – K 36 in Darfeld |
| K 38 | L 555 in Höpingen – Aulendorf – K 13 – Esking – L 550 – Temming – L 506 – L 874 in Havixbeck |
| K 39 | (K 39 in Münster) – Kreisgrenze – K 40 – L 844 in Davensberg – Nordbauerschaft – |
| K 40 | K 39 – Kreisgrenze – (K 40 im Kreis Warendorf) |
| K 41 | L 571 in Osterwick – Midlich – K 32 – K 42 – Höven – – L 571 |
| K 42 | K 41 – Varlar – L 555 – K 36 in Lutum |
| K 44 | K 12 – Welte – – Merfeld – L 600 – Kreisgrenze – (K 44 im Kreis Recklinghausen) |
| K 45 | – K 13 in Daldrup |
| K 46 | (K 46 im Kreis Borken) – Kreisgrenze – Stockum – – – K 58 – Coesfeld – |
| K 47 | L 551 in Hausdülmen – K 17 |
| K 48 | K 13 in Darup – K 57 – Gladbeck – Hanrorup – L 580 – Holsterbrink – K 12 – Pascherhook – – Lette – L 600 – Stevede – Kreisgrenze – (K 48 im Kreis Borken)                                                                                      |
| K 49 | L 580 in Leuste – Weddern – K 57 – Karthaus – K 13 |
| K 50 | (K 50 im Kreis Steinfurt) – Kreisgrenze – Hohenholte – K 51 – K 1 – Herkentrup – L 581 – Brook – L 843 |
| K 51 | (K 51 im Kreis Steinfurt) – Kreisgrenze – Hohenholte – K 1 – Walingen – L 550 in Havixbeck |
| K 52 | L 581 in Coesfeld – Berg – K 53 – L 580 in Osthellermark |
| K 53 | K 52 – Gerleve – |
| K 55 | L 551 in Dülmen – K 27 – K 28 – K 45 |
| K 56 | in Herbern – K 5 in Nordick |
| K 57 | K 48 in Gladbeck – K 12 – Hamicolt – L 580 – Empte – Karthaus – K 49 in Weddern |
| K 58 | K 12 in Coesfeld – K 46 – – |
| K 59 | / – Dülmen – L 580 – L 551 – K 27 in Dülmen |
| K 60 | (K 60 in Münster) – Kreisgrenze – |
| K 72 | (K 72 im Kreis Steinfurt) – Kreisgrenze – Hohe Aabrücke – L 506 |

## Quelle
- Landesvermessungsamt Nordrhein-Westfalen, Kreiskarte Nr. 52: Kreis Coesfeld, Stadt Münster